# Elisa Caffont
Elisa Caffont (Belluno, 17 febbraio 1999) è una snowboarder italiana, specializzata in slalom gigante parallelo e slalom parallelo.

## Biografia
Attiva in gare FIS dal febbraio 2015, Elisa Caffont ha debuttato in Coppa del Mondo il 14 dicembre 2018, giungendo 45ª nello slalom gigante parallelo di Carezza al Lago. Il 27 gennaio 2024 ha ottenuto il suo primo podio nel massimo circuito, concludendo il gigante parallelo di Simonhöhe in terza posizione. Ai Mondiali di Engadina 2025 ha vinto la medaglia d'oro nello slalom parallelo a squadre in coppia con Maurizio Bormolini.

## Palmarès

### Mondiali
- 1 medaglia:
  - 1 oro (slalom parallelo a squadre a Engadina 2025)

### Coppa del Mondo
- Miglior piazzamento nella Coppa del Mondo di parallelo: 9ª nel 2025
- 4 podi (3 individuali, 1 a squadre)
  - 4 terzi posti (3 individuali, 1 a squadre)